# Veverská Bítýška

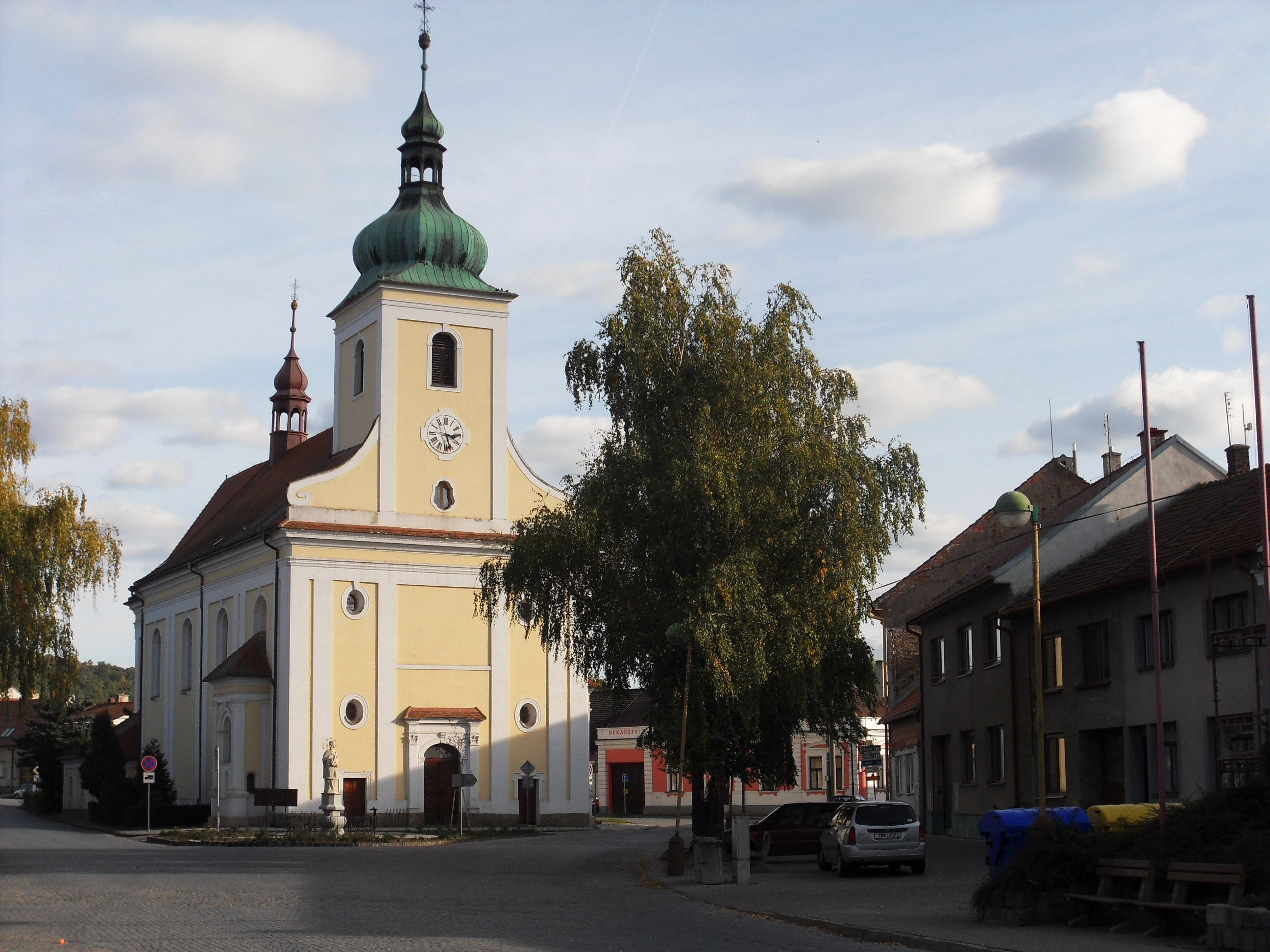
Kirche St. Jakob in Veverská Bítýška

Veverská Bítýška (deutsch Eichhorn Bittischka) ist eine Stadt in Tschechien. Sie liegt 15 Kilometer nordwestlich des Stadtzentrums von Brünn und gehört zum Okres Brno-venkov.

## Geographie
Der Ort befindet sich im Eichhorner Becken (Veverskobítýšská kotlina) an der Einmündung des Bílý potok, auch als Bítýška bezeichnet, in die Svratka. Östlich von Veverská Bítýška endet der Stauraum der Brünner Talsperre (Brněnská přehrada) über der im Südosten, bereits auf Brünner Stadtgebiet, die Burg Veveří thront. Durch Veverská Bítýška führt die Staatsstraße 386 von der Autobahn D 1 nach Kuřim.
Nachbarorte sind Heroltice und Sentice im Norden, Chudčice im Nordosten, Nový Dvůr im Südosten, Hvozdec im Süden sowie Holasice und Lažánky im Westen.

## Geschichte
Die Ansiedlung entstand ausgehend von der seit 1213 nachweisbaren Burg Veveří und ist mit deren Geschichte eng verbunden. Es wird angenommen, dass Burg und Siedlung im 12. Jahrhundert entstanden sind. Über den Ort de Bytysch existieren jedoch erst seit 1376 urkundliche Nachweise. In den Hussitenkriegen wurde die Siedlung 1428 durch den Burgherrn vernichtet und später wiederaufgebaut. Seit 1475 wurde Bittischka als Markt bezeichnet. Während des Dreißigjährigen Krieges brannten die Schweden 1645 Bittitschka nieder. In der Umgebung wurde Bergbau auf Eisenerze betrieben. 1717 wurde im Tal der Bítýška ein Eisenhammer errichtet.
Bekanntester Besitzer von Burg und Markt war in den Jahren 1830 bis 1844 Gustav von Schweden. 1860 stellte die Eisenhütte den Betrieb ein. 1880 lebten in dem Markt 1700 Menschen. 1910 hatte der Ort 1840 Einwohner, von denen 1832 Tschechen waren.
Veverská Bítýška erhielt 1911 durch die private Lokalbahn Gurein–Bittischka-Eichhorn Bahnanschluss. Bereits 1936 wurde die Lokalbahn aus wirtschaftlichen Gründen wieder eingestellt. Der ursprünglich vorgesehene Neubau der Hauptbahn Brno–Havlíčkův Brod durch das Svratka-Tal wurde in den 1930er Jahren wegen zu hoher Kosten verworfen. Diese Strecke wurde dann in den 1950er Jahren weiter östlich trassiert.
Seit der Vollendung der Brünner Talsperre im Jahre 1940 wurde Veverská Bítýška zu einem Anziehungspunkt für Sommerfrischler aus Brünn. Am 24. September 2008 wurde der Status als Městys erneuert. Am 27. August 2018 erhielt Veverská Bítýška den Stadtstatus.

## Sehenswürdigkeiten
- Pfarrkirche Jakobus des Älteren, erbaut 1771–1782 an Stelle eines Vorgängerbaus aus dem 15. Jahrhundert
- Burg Veveří
- Brünner Talsperre
- Jarošův mlýn, die Walzenmühle dient als Museum des Müllerhandwerks
- Cholerafriedhof, angelegt 1837

## Persönlichkeiten
- Valentin Bernard Jestřábský (1630–1719), Schriftsteller, wirkte ab 1666 als Pfarrer
- Karel Eichler (1845–1918), Musiker und Schriftsteller, wirkte ab 1880 in der Pfarre Eichhorn Bitischka
- Moritz Nedopil (1847–1909), Chirurg, in Eichhorn geboren
- František Ehrmann (1866–1918), Pfarrer und Schriftsteller, in Eichhorn Bitischka geboren